# Antonov A-15
Antonov A-15 là một loại tàu lượn của Liên Xô, do Oleg Antonov thiết kế, chế tạo tại viện thiết kế Antonov.

## Tính năng kỹ chiến thuật (Antonov A-15)
Dữ liệu lấy từ The World's Sailplanes:Die Segelflugzeuge der Welt:Les Planeurs du Monde Volume II Sailplane Directory
Đặc tính tổng quan
- Kíp lái: 1
- Chiều dài: 7,2 m (23 ft 7 in)
- Sải cánh: 17 m (55 ft 9 in)
- Chiều cao: 1,15 m (3 ft 9 in) at cockpit
- Diện tích cánh: 12 m2 (130 foot vuông)
- Tỉ số mặt cắt: 24
- Kết cấu dạng cánh: Gốc cánh: NACA 643618, Đầu mút cánh: NACA 633616
- Trọng lượng rỗng: 273 kg (602 lb)
- Trọng lượng có tải: 380 kg (838 lb)

Hiệu suất bay
- Vận tốc tắt ngưỡng: 55 km/h (34 mph; 30 kn)
- Tốc độ không vượt quá: 250 km/h (155 mph; 135 kn)
- Rough air speed max: 250 km/h (155,3 mph; 135,0 kn)
- Aerotow speed: 140 km/h (87,0 mph; 75,6 kn)
- Winch launch speed: 120 km/h (74,6 mph; 64,8 kn)
- Số G giới hạn: +7,5 -3 tại vận tốc 250 km/h (155,3 mph; 135,0 kn)
- Hệ số bay lướt dài cực đại: 40 tại vận tốc 100 km/h (62,1 mph; 54,0 kn)
- Vận tốc xuống: 0,6 m/s (120 ft/min) tại vận tốc 90 km/h (55,9 mph; 48,6 kn)
- Tải trên cánh: 31,6 kg/m2 (6,5 lb/foot vuông)